# Perros-Guirec
Perros-Guirec (bret. Perroz-Gireg) – miejscowość i gmina we Francji, w regionie Bretania, w departamencie Côtes-d’Armor.
Według danych na rok 1990 gminę zamieszkiwało 7497 osób, a gęstość zaludnienia wynosiła 529 osób/km² (wśród 1269 gmin Bretanii Perros-Guirec plasuje się na 42. miejscu pod względem liczby ludności, natomiast pod względem powierzchni na miejscu 694.).
Perros-Guirec słynie z szerokich plaż, ciekawej architektury, bogactwa nadmorskiej przyrody, ale przede wszystkim z niezwykle urokliwego Wybrzeża Różowego Granitu (Cote de Granit Rose), które tworzą porozrzucane w morzu potężne skały z różowego granitu uformowane w przedziwne kształty przez erozyjną działalność wiatru i morza.
Do najpiękniejszych miejsc Perros-Guirec wartych zobaczenia należą:
- plaże Trestraou, Trestrignel oraz Pors-Rolland i Saint-Guirec w Ploumanac’h
- port jachtowy Port de Plaisance oraz Ploumanac’h
- pieszy szlak spacerowy „Ścieżka Celników” (Le Sentier des Douaniers)
- latarnia morska Men Ruz (Phare de Men Ruz)
- zamek Costaéres w Ploumanac’h (Château de Costaéres)
- rezerwat ptactwa wodnego Archipelag Siedmiu Wysp (L’Archipel des Sept Îles)

## Plaże
Największymi plażami godnymi zobaczenia w Perros-Guirec są plaża Trestraou, plaża Trestrignel oraz plaże Pors-Rolland i Saint-Guirec w Ploumanac’h. Z uwagi na duże pływy morskie, plaże nieustannie zmieniają swoją szerokość osiągając dwa razy na dobę wartości minimalne i maksymalne. W okresach największego odpływu morze odkrywa liczne małe wysepki, na które można się wtedy udać suchą stopą, należy jednak wtedy zachować szczególną ostrożność, aby w czasie przypływu nie zostać odciętym przez wodę.

### Plaża Trestraou

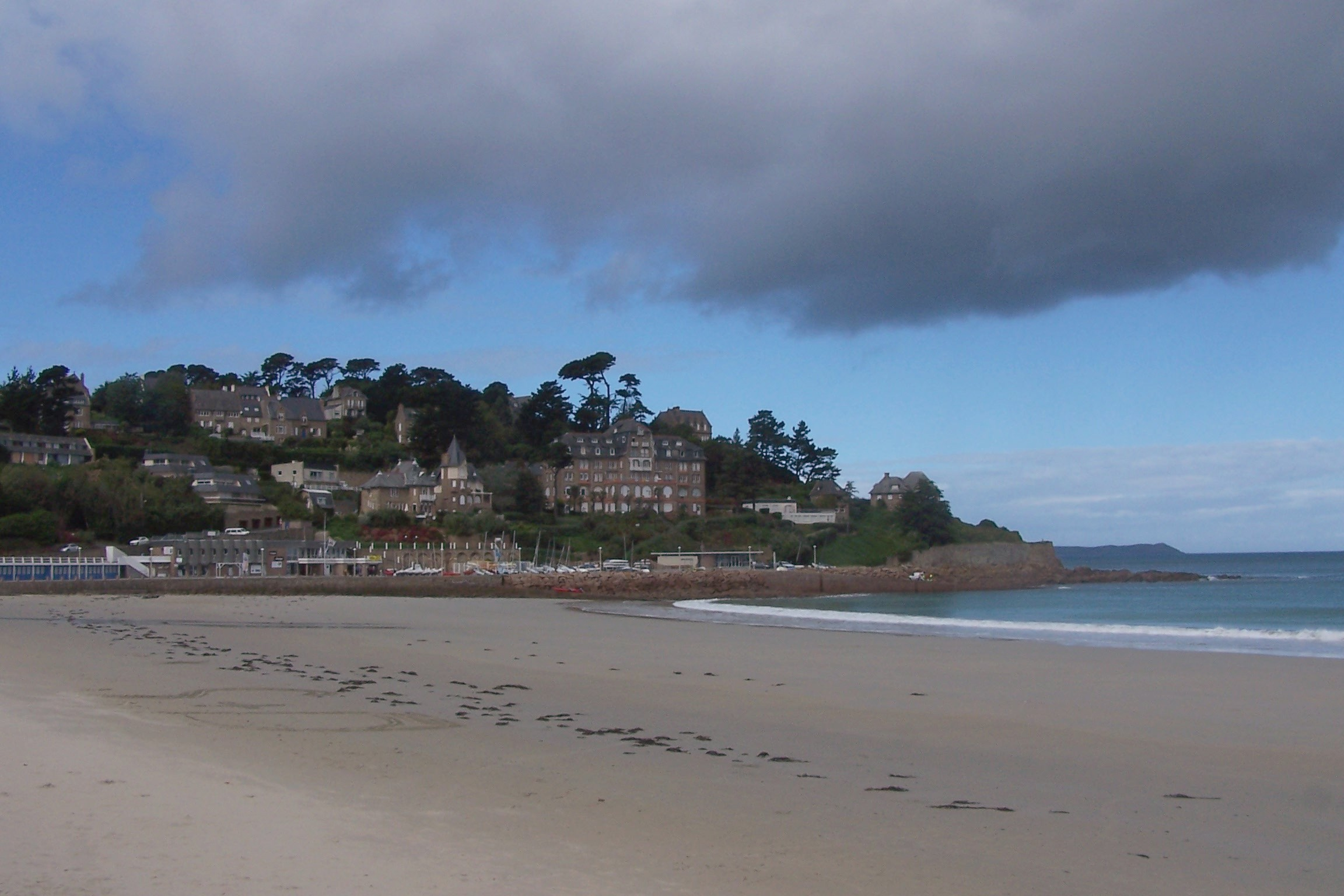
Plaża Trestraou w Perros-Guirec

Plaża Trestraou umiejscowiona jest kilkaset metrów na północny zachód od centrum miasteczka. Drobny piasek, doskonały widok na Archipelag Siedmiu Wysp oraz długość plaży około 1,5 km sprawiają, że plaża ta jest najbardziej popularnym miejscem letniego wypoczynku w Perros-Guirec, a także ulubionym miejscem uprawiania windsurfingu. Początek popularności plaża zyskuje na koniec XIX wieku, dzięki inicjatywie Josepha Le Bihan kelnera paryskiej restauracji Magny. W owej restauracji Josheph Le Bihon zaprzyjaźnił się z Ernestem Renanem do tego stopnia, iż nakłonił go do osiedlenia się w Perros-Guirec i zbudowania pierwszego hotelu na plaży Trestraou. Hotel Plage ukończony w 1885 roku szybko stał się niezwykle popularny, z sukcesem rozpoczynając w Perros-Guirec erę turystyki i rozbudowy miasta przez bogatych gości oraz mieszkańców innych rejonów Francji, zauroczonych tym zakątkiem kraju. Od tego czasu wokół plaży powstało wiele uroczych prywatnych willi, hotelów i mniejszych pensjonatów zbudowanych z charakterystycznego czerwonego granitu. Z początkiem XX wieku plaża Trastraou stało się niezwykle popularnym miejscem spotkań wśród światowej sławy ludzi literatury, polityki oraz piosenki. Spośród licznych artystów zamieszkujących Hotel Plage byli m.in. Édith Piaf, Charles Trénet, Thierry Le Luron. Z biegiem czasu na plaży Trestraou przybyły nowe obiekty związane z ruchem turystycznym m.in. kasyno zbudowane w stylu neobizantyjskim, liczne restauracje i hotele. W 1967 wokół plaży zbudowano podwyższoną promenadę, na której w porze letniej odbywają się liczne koncerty i spektakle. Obecnie przy plaży Trestraou działają hotele, restauracje, gabinety odnowy biologicznej, kino, przystań morska oraz centrum sportów wodnych oferujące naukę żeglarstwa i windsurfingu oraz wypożyczanie kajaków. W okresie letnim z plaży Trestraou organizowane są regularne rejsy wycieczkowe wokół wyspy Ile Tome.

### Plaża Trestrignel

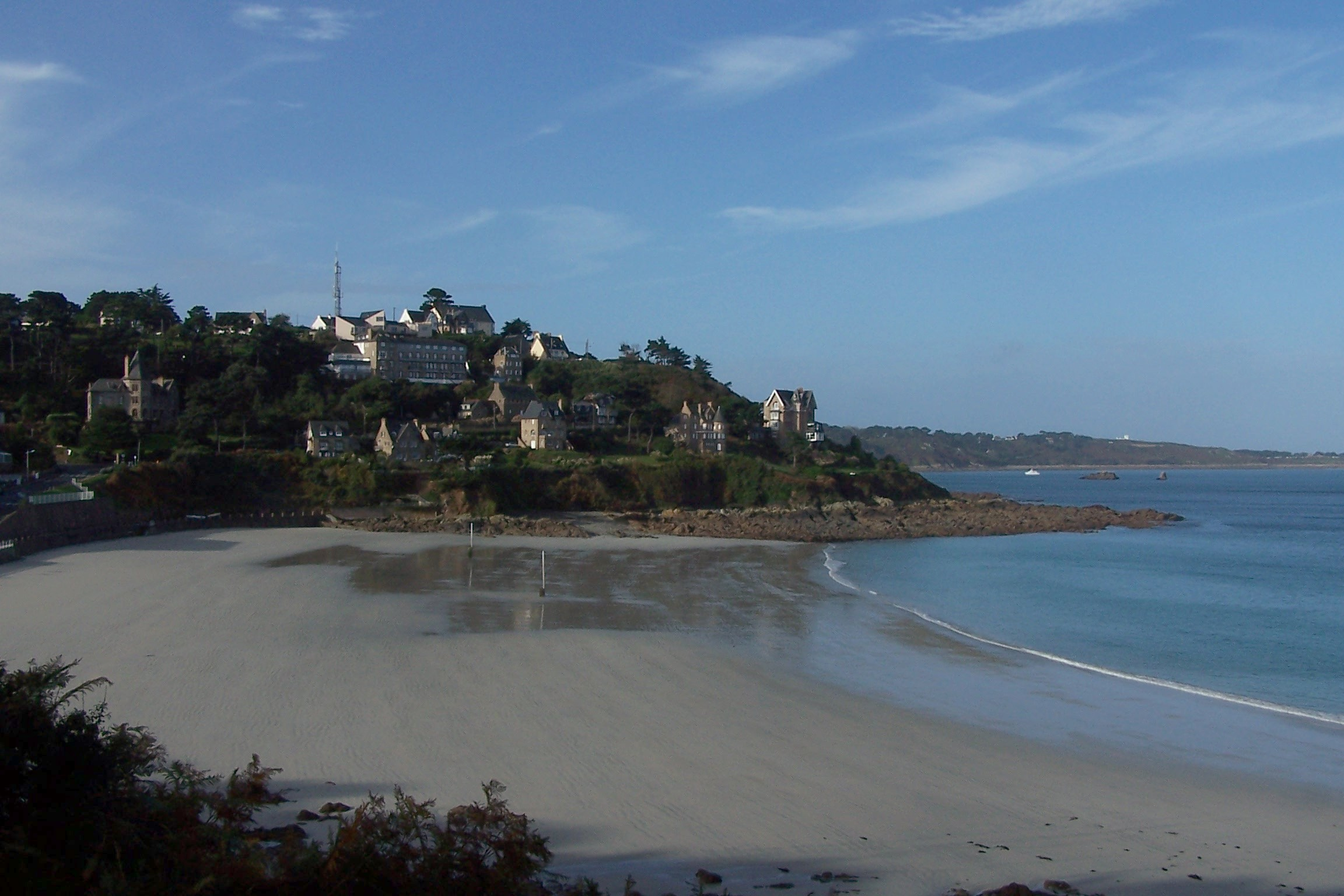
Plaża Trestrignel w Perros-Guirec

Plaża Trestrignel położona jest kilometr na północny wschód od centrum miasteczka. Charakteryzuje się drobno ziarnistym piaskiem i sprawia wrażenie nieco bardziej zadbanej od plaży Trestraou. Przyczyną tego jest fakt, iż jest ona położona nieco w głębi lądu niż plaża Trestraou i nie docierają do niej ostre wiatry i bardzo silne fale morskie. Granice plaży ze strony wschodniej wyznacza cypel Pointe du Chateau, a ze strony zachodniej cypel Pointe du Sphynx. Plaża Trestrignel podobnie jak plaża Trestrignel została zagospodarowana pod koniec XIX wieku. W 1895 r. Georges Leon z miejscowości Saint Maur oraz Gelis-Didot, podsyceni sukcesem popularyzacji plaży Trestraou, zdecydowali się na wyznaczenie 270 działek wokół plaży i wystawienie ich na sprzedaż pod zabudowę. W tym czasie powstała m.in. słynna willa „Silencio” nawiązująca do stylu neośredniowiecznego z wpływami hiszpańskimi, zbudowana dla aktorki Laure Josset. Willa w późniejszym okresie była własnością malarza Maurice Denisa, który natchniony pięknem Perros-Guirec namalował tutaj swoje liczne obrazy.

### Plaża Saint-Guirec

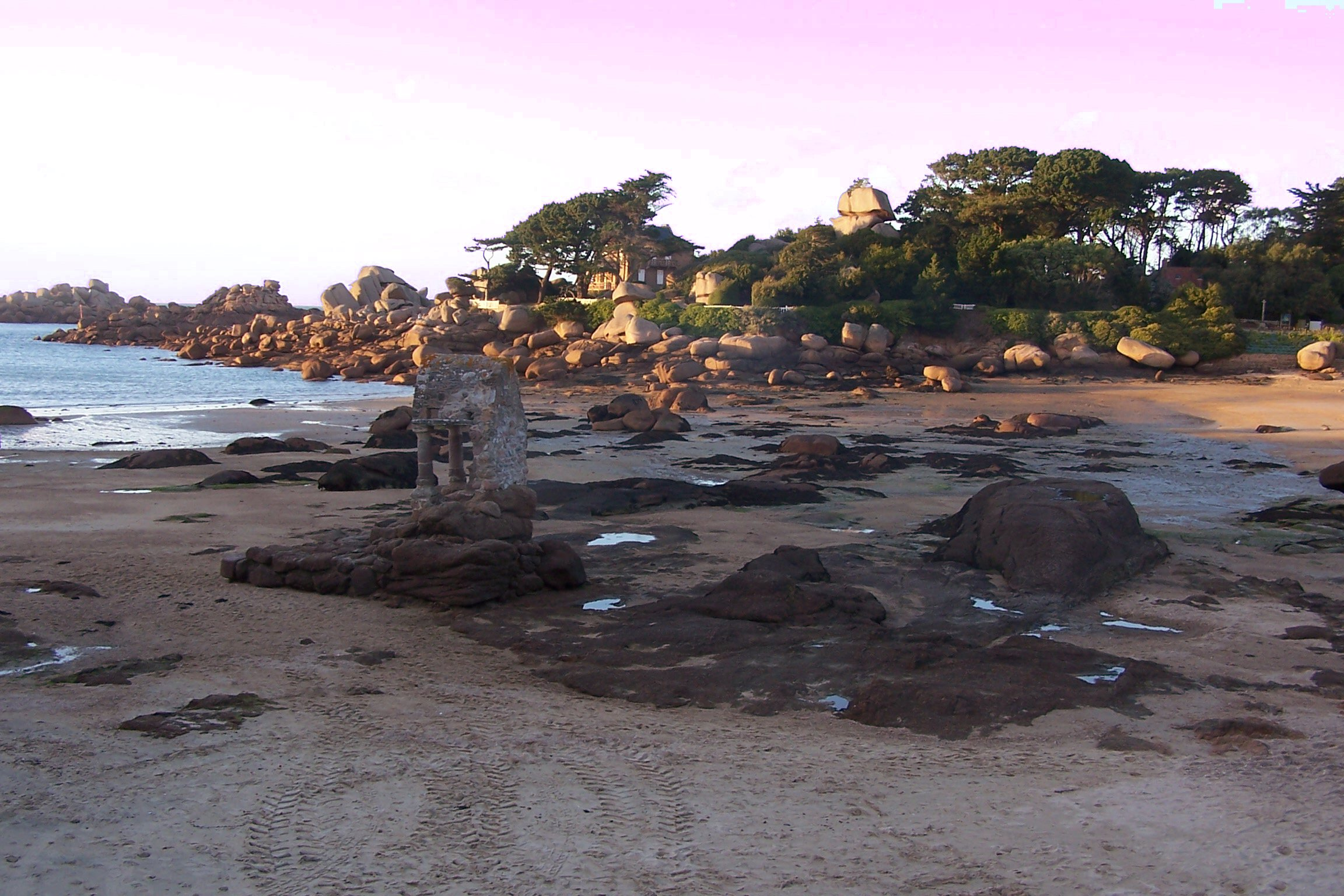
Plaża Saint Guirec w Perros-Guirec. Widoczna również kapliczka ku czci św.Guirec

Plaża Saint-Guirec położona jest 3 km na północny zachód od centrum Perros-Guirec w Ploumanac’h.
Ta niewielka plaża otoczona ogromnymi skałami należy do najbardziej malowniczych miejsc. Według legendy na plażę Saint-Guirec przybył w VII wieku mnich, a później wyniesiony na ołtarze święty Guirec. Ku jego czci w XI wieku wzniesiono stojącą do dzisiaj kapliczkę połączoną z leżącymi na plaży kamieniami. Kamienne stopnie, które tworzą obecnie część tej niewielkiej budowli, były tu obecne znacznie wcześniej i najprawdopodobniej stanowiły element kultu w czasach pre-chrześcijańskich. W środku kapliczki umiejscowiono wyrzeźbioną w granicie postać św. Guirec’a. Posąg świętego został wykonany w 1904 r. przez rzeźbiarza Hernot z Lannion. Wcześniejsza postać świętego była wykonana z drewna i została przeniesiona do pobliskiej kaplicy Saint-Guirec. Według starej miejscowej tradycji młode dziewczyny, które chciały dawniej wyjść za mąż w zbliżającym się roku musiały wsadzić szpilkę do nosa świętego. Jeśli szpilka pozostała, był to jednoznaczny znak, że zamążpójście jest bliskie.
Z największych skał porozrzucanych wokół plaży roztacza się przepiękny widok na malowniczy zamek Costaérès. Wokół plaży położonych jest kilka hoteli, restauracji i sklepów z pamiątkami, które tętnią życiem w okresie letnim i zupełnie zamierają w okresie zimowym. Na plaży Saint-Guirec kończy się popularna ścieżka celników. Stąd też prowadzi najkrótsza piesza droga do latarni morskiej i Maison du Littoral.

### Plaża Pors-Rolland

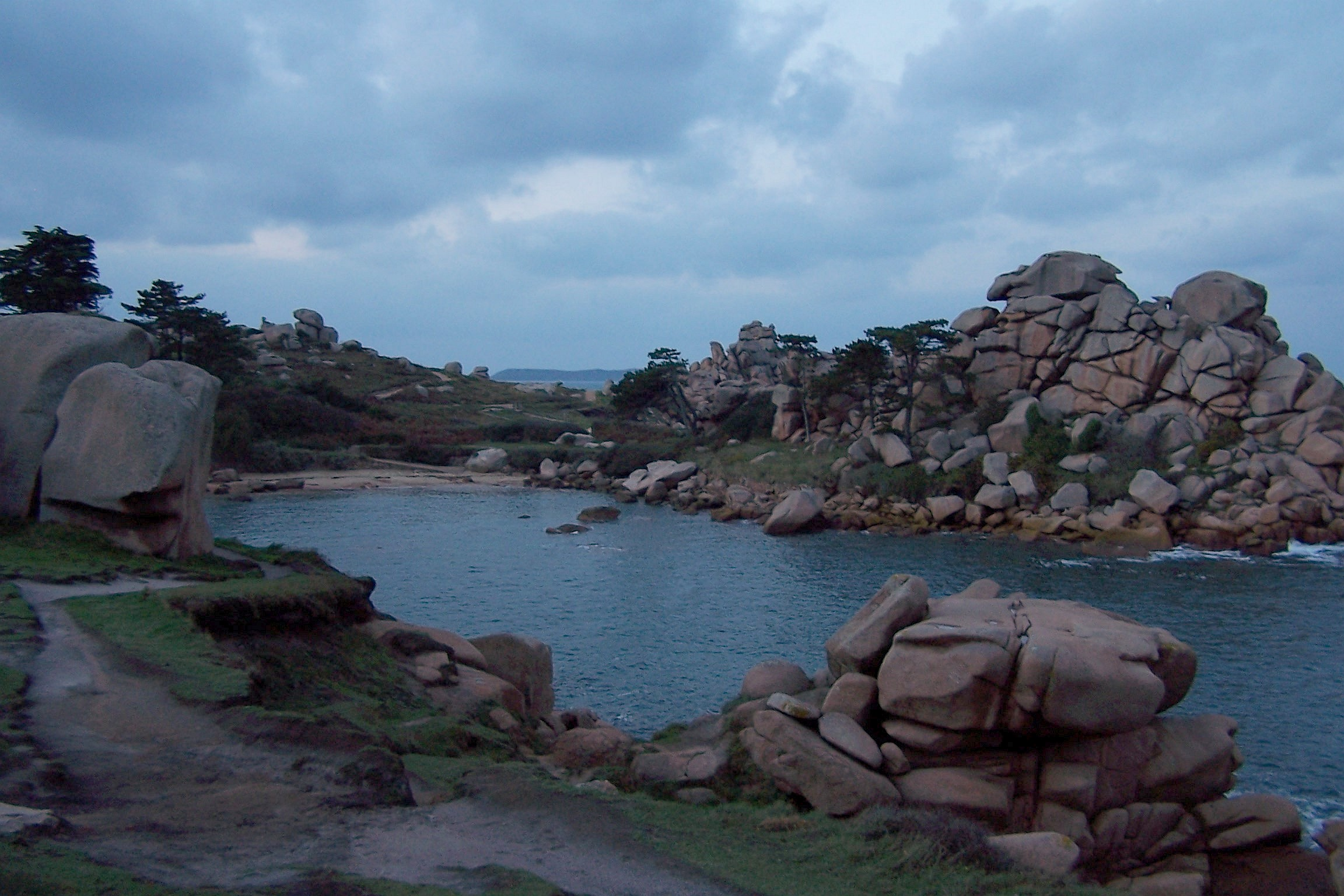
Plaża Pors Rolland w czasie przypływu w Perros-Guirec Ploumanac’h

Plaża Pors-Rolland położona jest 3 km na północny zachód od centrum miasteczka. Najłatwiej do niej dojść pieszo ścieżką celników, rozpoczynając spacer od parkingu Ranolien. Nie jest to jednak typowa, plaża, na której można zażywać beztroskiej kąpieli morskiej. Ze względu na swoje położenie, morze dociera tu tylko w czasie dużych przypływów, stąd też na plaży najczęściej można spotkać kępki wodorostów. Miejsce to jednak jest bardzo często odwiedzane i fotografowane, ze względu na porozrzucane chaotycznie potężne skały granitu, które sięgają tutaj kilkudziesięciu metrów. Wokół plaży można podziwiać piękne XIX-wieczne wille zbudowane z czerwonego granitu, doskonale wpisujące się w otoczenie.

## Port jachtowy

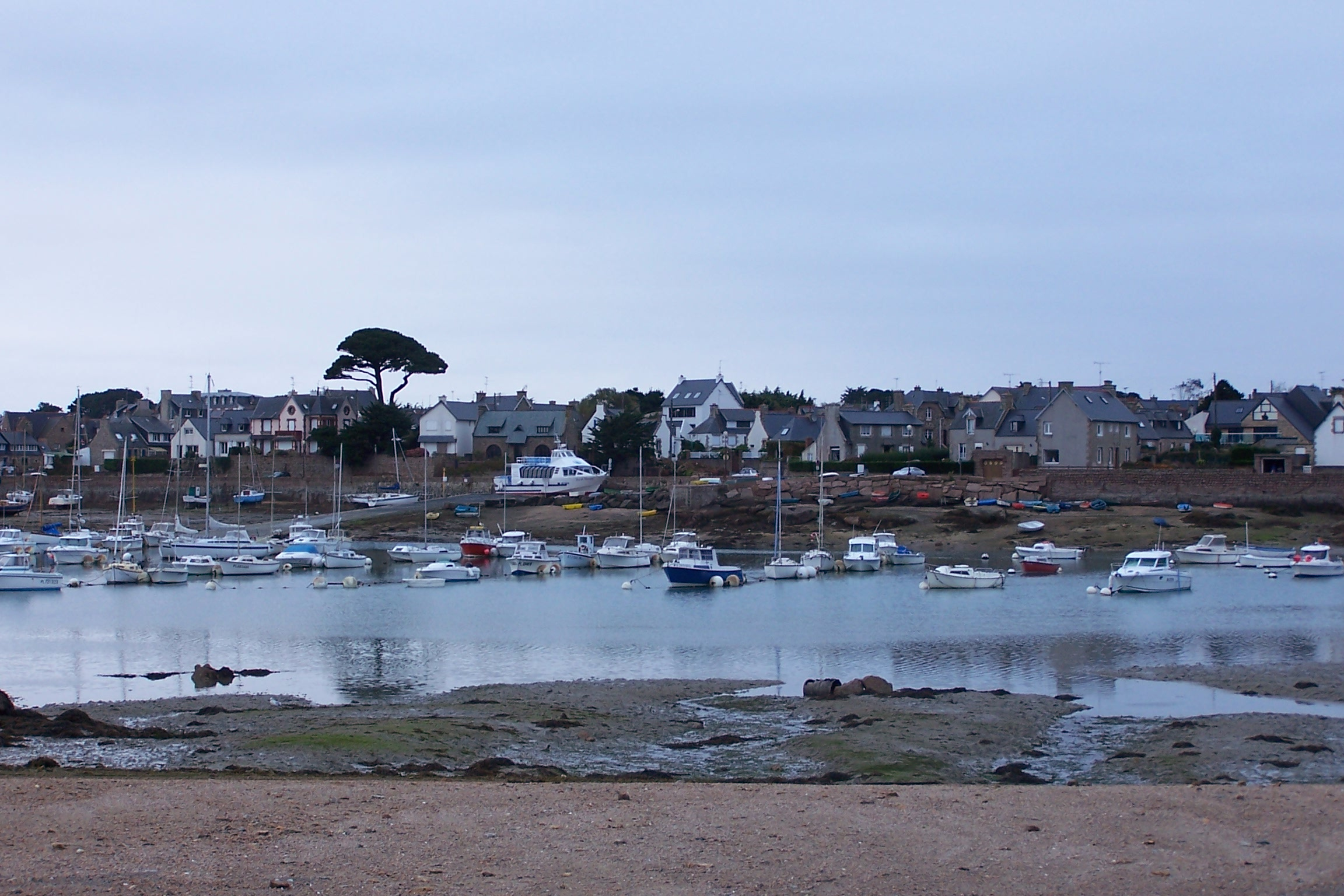
Port Ploumanac’h w czasie odpływu

W Perros-Guirec działają dwa porty jachtowe. Największym z nich jest działający cały rok Port de Plaisance. Średni poziom wody 2,5 m utrzymywany jest dzięki sztucznej barierze, która chroni port przed pływami morskimi. W porcie może cumować łącznie 820 jachtów, z czego 80 miejsc jest stale zarezerwowana dla statków przypływających do portu tymczasowo. W porcie prowadzone są również naprawy jachtów i innych małych jednostek pływających.
Drugim portem jachtowym jest czynny od kwietnia do września Port de Ploumanac’h. Port oferuje łącznie 400 miejsc postojowych przy średnim poziomie wody 1,80 m. Na wodach wokół Perros-Guirec zostały również wyznaczone miejsca przewidziane do cumowania jachtów i łodzi do pływających boi. Miejsca te to le Linkin, les Arcades, Pors Ar Goret oraz Trestraou.

## Turystyka piesza

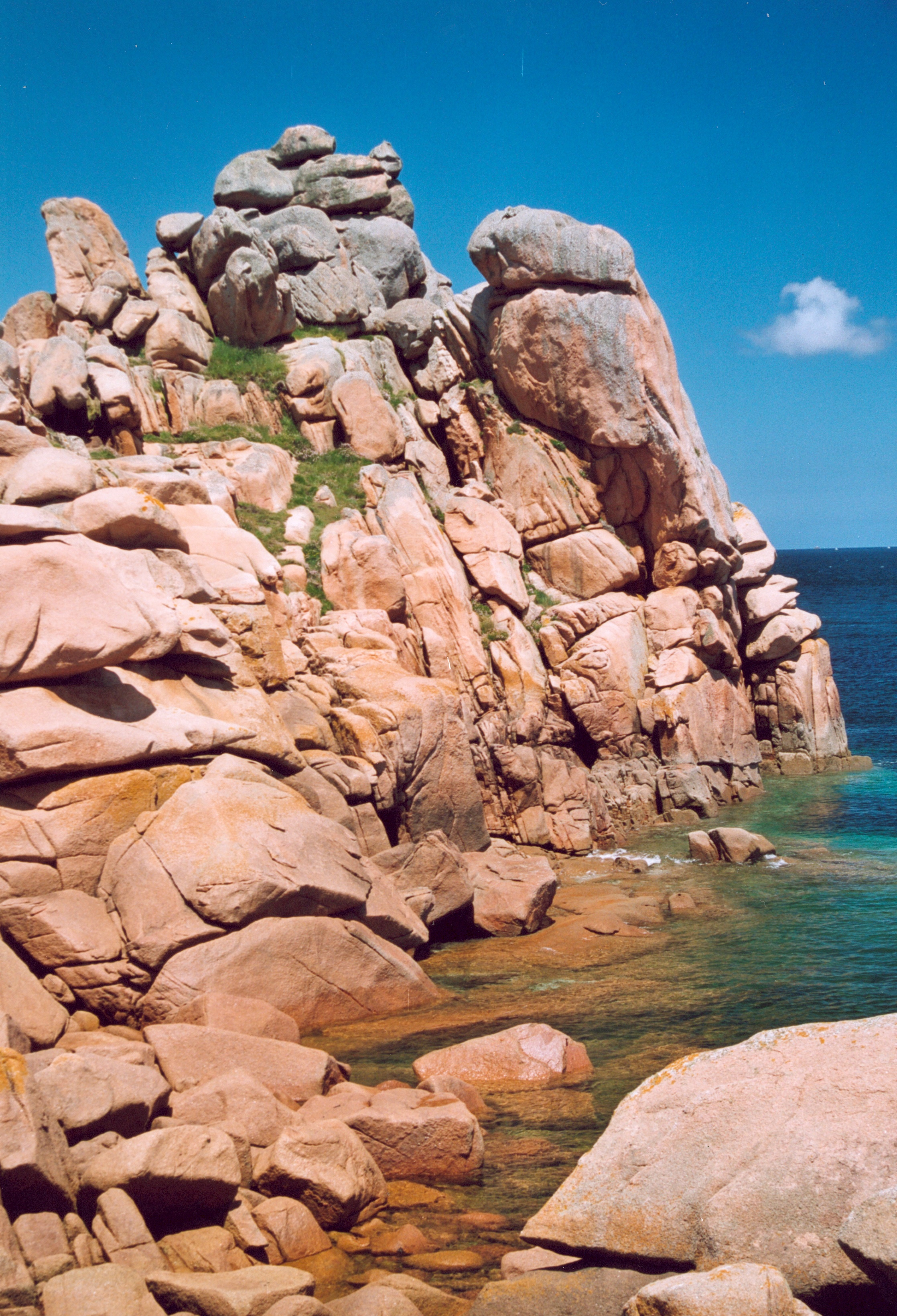
Wybrzeże Różowego Granitu. Widok ze ścieżki Le Sentier des Douaniers

Łączna liczba pieszych tras turystycznych w Perros-Guirec przekracza 40 km. Do najpopularniejszych ścieżek należą Le Sentier des Douaniers, La Vallée des Traouïéro oraz ścieżka Trestrignel. Najpiękniejszym szlakiem spacerowym jest Ścieżka Celników (Le Sentier des Douaniers), która prowadzi wzdłuż wybrzeża przez najbardziej atrakcyjne miejsca przyrodniczo-krajobrazowe obfitujące w liczne malownicze skały z czerwonego granitu przekraczające miejscami wysokość 20 metrów od Perros-Guirec aż do portu Ploumanac’h. Według danych miejscowego urzędu turystyki liczba osób podążających tą popularną ścieżką spacerową przekracza w ciągu roku 800 tysięcy. Tereny wokół ścieżki stanowią obszar chroniony, na którym systematycznie prowadzony jest proces rekultywacji roślinności skalnej, zniszczonej w wyniku zadeptywania jej przez turystów. Najładniejszą część Wybrzeża Różowego Granitu można zobaczyć w końcowej części Ścieżki Celników w miejscowości Ploumanac’h, należącej administracyjnie do Perros-Guirec. Obszar niezliczonej liczby porozrzucanych chaotycznie różowych bloków skalnych zatopionych częściowo w morzu robi piorunujące wrażenie. Ten niespotykany widok dopełnia kamienna latarnia morska Men Ruz oraz znajdujący się przy nim Maison du Littoral Chemin du Phare. W Maison du Littoral można obejrzeć animacje i wystawy poświęcone Wybrzeżu Czerwonego Granitu oraz tematyce morskiej. Na ścianach kilku okolicznych budynków można dostrzec odpryski w kamieniach spowodowane ostrzałem z czasów drugiej wojny światowej.

## Latarnia Men Ruz (Phare de Ploumanac’h)
Położenie geograficzne
48° 50' 15” N
03° 29' 0” W

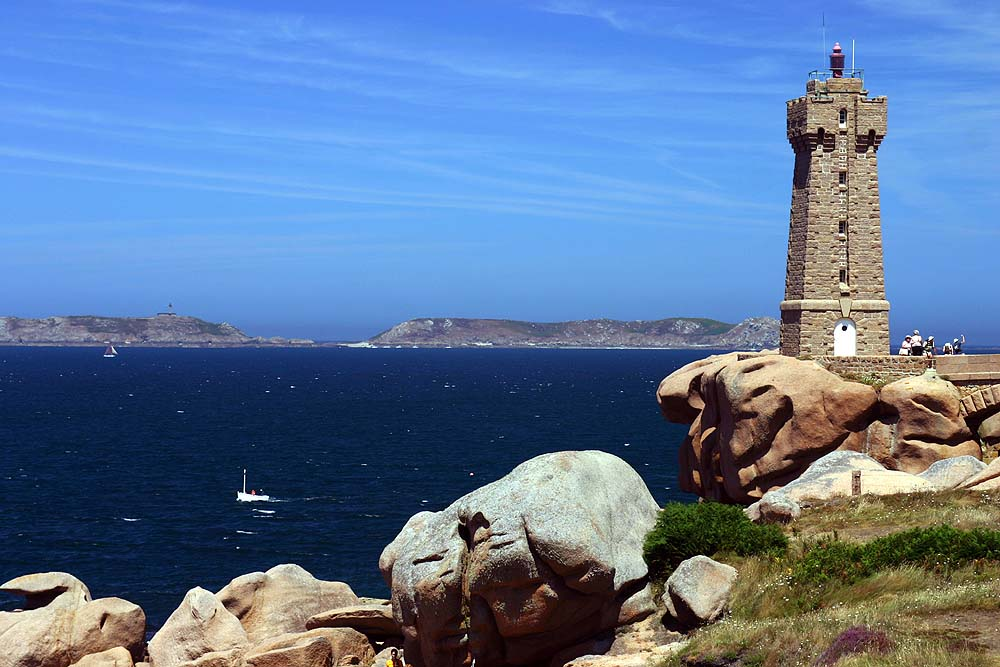
Latarnia Men Ruz w Perros-Guirec Ploumanac’h

Latarnia morska Men Ruz (Phare de Men Ruz) położona jest ok. 3 km na północny zachód od centrum miasteczka Perros-Guirec i ok. 300 m od plaży Saint-Guirec w Ploumanac’h. Pełni rolę punktu nawigacyjnego oznaczającego wejście do portu Ploumanac’h. Zbudowana ze skał czerwonego granitu na wysokość 15 metrów, jest widoczna w zasięgu 20 km. Sterowana całkowicie automatycznie emituje naprzemienne białe i czerwone światło w odstępach 4 sekund. Latarnia powstała w 1948 roku w miejscu starej latarni z 1860 roku, całkowicie zburzonej przez Niemców w czasie drugiej wojny światowej. Pod budynek latarni można dojść ścieżką prowadzącą po skałach Wybrzeża Czerwonego Granitu, skąd roztacza się malowniczy widok na skaliste wybrzeże i morze.

## Zamek Costaérès
Położenie geograficzne
48° 50' 7” N
03° 29' 33” W

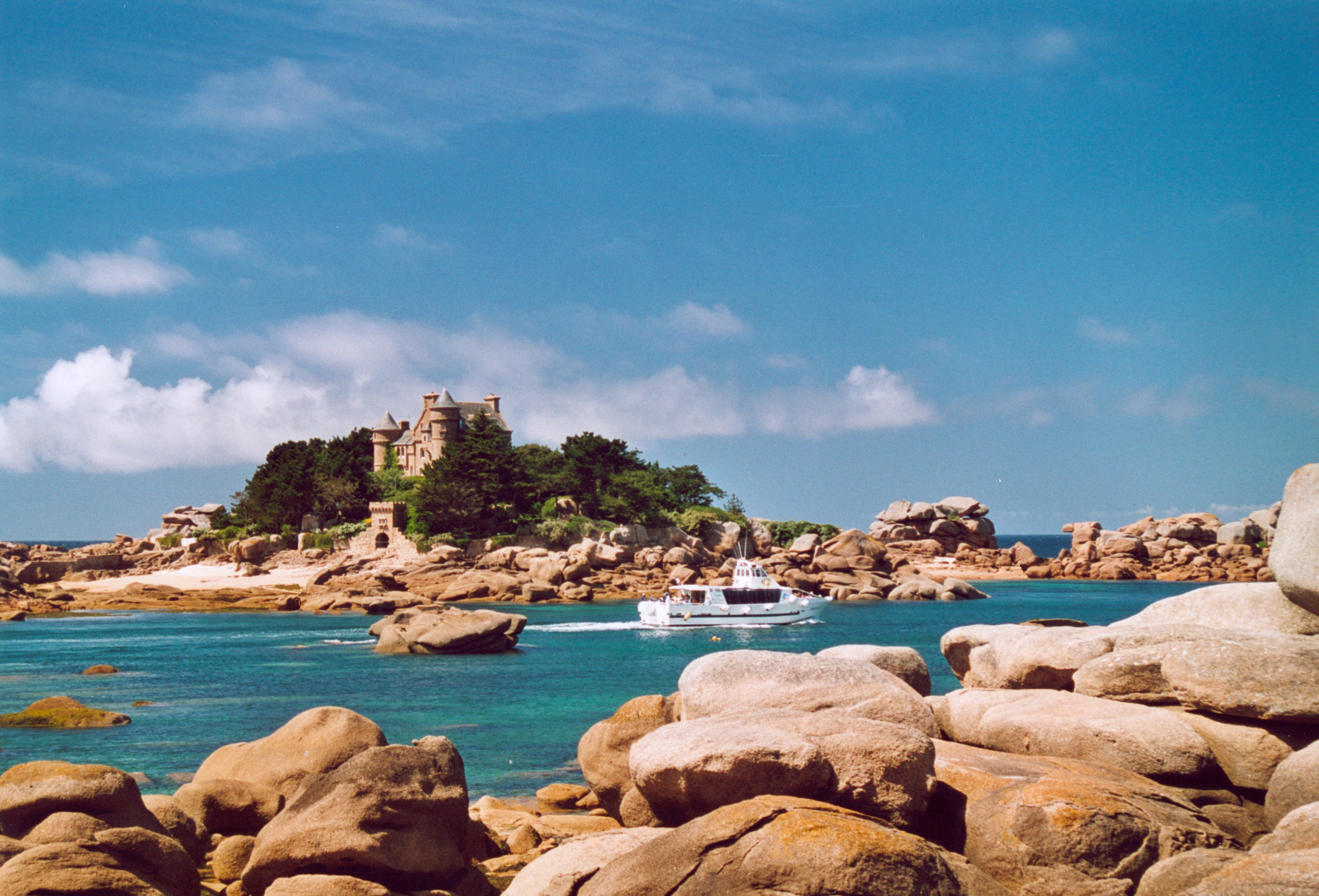
Wyspa i zamek Costaérès

Bajkowy zamek z czerwonego granitu wybudowany na malutkiej wyspie Île de Costaérès położonej w najpiękniejszym zakątku Wybrzeża Czerwonego Granitu, nieopodal latarni Men Ruz, jest najokazalszym śladem polskości w Perros-Guirec. Zamek został wybudowany pod koniec XIX wieku przez słynnego polskiego inżyniera, matematyka i wynalazcy Bruna Abakanowicza pochodzącego z rodu tatarskiego Abdank osiadłego na Litwie. W 1892 roku Bruno Abakanowicz kupił malutką wysepkę od bretońskiego celnika z Trégastel z przeznaczeniem na swoją letnią rezydencję. Prace budowlane nadzorował paryski architekt Lanmoniez. Do wykończenia wnętrz zamku wykorzystano m.in. drewno trójmasztowca „Maurice”, który rozbił się w szalejącym wietrze na plaży Costaérès w 1893 roku. Zbudowany ze skał czerwonego granitu zamek Costaérès do śmierci Abakanowicza tętnił życiem i polskością. Zamek gościł w swych murach wiele znanych osobowości ze świata nauki i kultury. Znany ze swych zasług Bruno Abakanowicz zapraszał do swej letniej rezydencji licznych przyjaciół przemysłowców z Francji i Ameryki, a także znanych artystów i pisarzy z Polski m.in. Aleksandra Gierymskiego, Leona Wyczółkowskiego, Władysława Mickiewicza. Jednak najbardziej znaną osobowością często goszczącą w posiadłości Abakanowicza był jego dobry przyjaciel Henryk Sienkiewicz, który ochoczo spędzał tu swoje letnie wakacje. W zamku Costaérès Henryk Sienkiewicz napisał kilka rozdziałów Quo vadis, za które otrzymał w 1905 roku nagrodę Nobla.
Abakanowicz zmarł w 1900 roku, oddając pod opiekę prawną Henryka Sienkiewicza swoją siedemnastoletnią córkę Zofię, która formalnie stała się nowym właścicielem zamku.
Zofia Abakanowicz wyszła za mąż za malarza Stanisława Pstrokońskiego, z którego małżeństwa mieli córkę Danutę. W 1943 roku Zofia Pstrokońska dostała się do łapanki na ulicach Warszawy, została wywieziona do obozu koncentracyjnego w Oświęcimiu, gdzie zmarła. Prawnym właścicielem zamku Costaérès została wnuczka Abakanowicza Danuta.
Po śmierci wnuczki Danuty Pstrokońskiej-Hermaszewskiej w roku 1971, zamek kupiła spółka japońsko-francuska, kończąc ostatecznie erę polskości na zamku Costaérès w Ploumanc’h. W 1989 zamek Costaérès ponownie został wystawiony na sprzedaż. Kupił go niemiecki aktor Dieter Hallervorden, który do dziś jest jego właścicielem.

## Archipelag Siedmiu Wysp (L’Archipel des Sept Îles)

### Rezerwat ornitologiczny
W odległości paru mil morskich od lądu rozciąga się Archipelag 7 wysp (L’Archipel des Sept-Îles), najważniejszy rezerwat ornitologiczny we Francji. Nazwa archipelagu sugeruje, że archipelag złożony jest z siedmiu wysp, podczas gdy w rzeczywistości archipelag tworzy 5 głównych wysp i liczne skały wystające poza poziom wody.
Wyspy o łącznej powierzchni 40h zamieszkuje 27 różnych gatunków ptaków, z czego 13 gatunków to ptactwo typowo morskie. W okresie od lutego do listopada z miejscowości Perros-Guirec do Archipelagu Siedmiu Wysp pływa statek wycieczkowy. Oprócz rejsu spacerowego i obserwacji ptaków, dodatkową atrakcję stanowi zwiedzanie latarni morskiej i fortu Vauban położonego na wyspie Ile aux Moines.

### Fort Vauban (Fort des Sept-Îles)
Fort Vauban jest twierdzą obronną zbudowaną w 1720 roku przez sir Garengeau twórcy fortyfikacji obronnych miasta Saint-Malo, który był uczniem wybitnego francuskiego inżyniera wojskowego, eksperta do budowania i zdobywania twierdz, Sebastiana Vaubana. W czasie drugiej wojny światowej fort był wykorzystywany przez hitlerowców. Na kilka dni przed odwrotem i wyzwoleniem Niemcy wysadzili go w powietrze, stąd też dzisiejsze pozostałości nie odzwierciedlają w całości jego pierwotnej potęgi.

### Latarnia Siedmiu Wysp (Phare des Sept Îles)
Latarnia Siedmiu Wysp położona jest blisko ruin XVII-wiecznego fortu Vauban. Pierwsza latarnia powstała tutaj w 1835 roku. W 1854 roku latarnia została podniesiona o 5 metrów i przebudowana przez co zyskała kształt wieży o podstawie kwadratu. 4 kwietnia 1944 roku, na kilka dni przed wyzwoleniem, latarnia została wysadzona w powietrze przez wycofujących się okupantów niemieckich. Jej rekonstrukcja rozpoczęła się w 1949 roku i trwała trzy lata. Obecnie działa w pełni automatycznie nadając światło białe w cyklu trzy błyski z przerwami co 15 sekund. Światło latarni widoczne jest w zasięgu do 44 km.